# 機動戦士ガンダム ギレンの野望
『機動戦士ガンダム ギレンの野望』（きどうせんしガンダム ギレンのやぼう）は、1998年4月9日にバンダイよりセガサターン用ソフトとして発売された戦略シミュレーションゲーム、およびそれを発展させた続編を含めたシリーズの総称。

## 概要
ガンダムシリーズ最初の作品である『機動戦士ガンダム』で繰り広げられた「一年戦争」を主要時間軸として、地球連邦軍大将レビルもしくはジオン公国軍総帥ギレン・ザビのいずれかの立場を選び、自軍を勝利に導くために兵器開発・資源確保・外交・戦闘といった戦略を行いゲームは進行する。
同様に一年戦争を題材としているOVAや小説、ゲーム、プラモデル（ガンプラ）といった派生作品から生まれたキャラクター、モビルスーツも相当数収録しており、キャラクターに関するセリフも声優による新規録音にて再現されている。また、ゲームの随所にガンダムの制作会社であるサンライズによって制作されたオリジナルアニメーションが組み込まれている（アクシズの脅威及び続編Vを除く）。
ガンダムの重厚な世界を骨太の戦略シミュレーションにて再現した上でキャラゲーとしての要素を随所に挿入した作りになっている。

## ゲームシステム
このゲーム最大の特徴はガンダムシリーズの主人公であるアムロやシャアはあくまで脇役であり、ジオンサイドで開始の場合はギレン・ザビ、連邦サイドで開始の場合レビルが主人公。シリーズ全作に共通するのは一年戦争の南極条約締結後から開始するという点で、ジオン側は「地球降下作戦」、連邦側は「V作戦」の発動直前となる。時期的には若干ジオン側が早く、緒戦の戦果の代償として国力が疲弊した状態で資源確保のため地球降下作戦を控えた段階、連邦側は宇宙艦隊がルナツーに僅かな戦力を残して壊滅し、地球上はオデッサや北米をジオンに押さえられ、豊富な資金と資源を生かしきれない状態からのスタートとなる。
基本的システムはターン制のシミュレーションパートとユニットの開発・生産を行うパートの2種類に分かれ、それぞれを自軍の有利なように運びつつ敵拠点を攻略する。特別エリア攻略には原則として攻略作戦発動が必要で、攻略順については任意ではなく一年戦争の史実に沿った形となる。
シミュレーションパートでは、自軍ターンと敵軍ターンがそれぞれ戦術フェイズと戦闘フェイズに分かれ、戦術フェイズで移動・撤退・攻撃対象指定等を行い、戦闘フェイズで一斉に攻撃開始する。被攻撃時は防御と回避に専念するか、反撃するかの指定ができる。反撃する場合は対象を指定する。
戦術的には補給ラインの確保が特徴的である。全ユニットに「物資」の概念があり、補給ラインが繋がっている拠点上にいるユニットはターン開始時に大幅に物資が回復、補給ライン上でも若干回復する。物資は移動で少量消費、戦闘で大きく消費し、物資が尽きた場合は1マスの移動と防御しかできない。また味方補給ラインを伝うと移動範囲が広くなるため、拠点を占拠しての補給ラインの確保、補給ラインに沿った進軍、搭載可能ユニットに収容しての補給、敵の補給ラインの寸断などが重要である。
敵機は全てマップ上で視認できるが、索敵が成功していない状態ではアイコンが灰色のシルエットのみとなり詳細情報も表示されず、射撃攻撃の際の命中率が落ちる。その他、ガンダム世界の設定を反映してミノフスキー粒子の濃度や散布による索敵成功率・被命中率への影響、ビーム撹乱膜、Iフィールド、ニュータイプおよびニュータイプ専用武装等の要素が盛り込まれている。
兵器の有用性については原作作品での活躍とは必ずしも一致しない。特に連邦側は顕著で原作ではモビルスーツもどきと酷評されたガンタンクが拠点攻略・防衛兵器として戦局を変える目覚ましい活躍を見せ、棺桶と酷評されていたボールもコストパフォーマンスと間接射撃でかなり役立つ。また、両軍のビーム攪乱膜展開兵器であるパブリク、ジッコも思わぬ働きを見せる。ジオン側は量産機種選定においてゲルググに敗北したギャンを選ぶことも出来るようになっており、ビーム攪乱膜使用でビーム攻撃主体のジム系を封じた上で白兵戦に持ち込む戦術で効果的な働きを見せる。本作に由来したオリジナル兵器にギャンシリーズが多いことも特徴。
また、諜報・外交という要素もある。諜報については常に高い諜報度を保つことで戦力の把握のみならず軍事技術奪取と開発プラン入手という恩恵を得られる。外交については一年戦争時に中立だった「サイド6」「月都市群」「木星船団」に加え、ジオン側軍需産業として「ジオニック社」、連邦側軍需産業として「アナハイム社」が設定されている。サイド6と月都市群については戦略マップ上でも収支面でも重要な拠点だが駐留（占領）すると友好度が著しく下がる。敵側軍需産業と友好度を高めることで敵陣営兵器の入手や裏取引による開発プラン獲得も可能。つまり、ジオン側でガンダムを建造することも、連邦側でエルメスをはじめとするニュータイプ専用機を建造することも楽ではないが出来る仕様となっている。
なお、基本的なゲームシステムはアナログ・ウォー・シミュレーションゲーム（ボードを使ったウォー・シミュレーションのアナログゲーム）を元としており、そのため初代のギレンの野望には、アナログゲームでボード上に配置する「カウンター」と呼ばれる駒にグラフィック表示を切り替える機能もあった。

### ユニット・パイロット
機体には固有名をもつパイロットを乗せることができ、乗せたユニットの回避率、攻撃回数、格闘攻撃発生確率等の性能が向上する他、同一部隊や指揮影響圏内にあるパイロットが乗っていない機体の性能も向上する。指揮影響圏は士官級以上しか持たず、階級によって範囲の広さ、重複した場合の優先順位が決まる。このため無能な高官は指揮影響圏を持つ指揮官が他に誰もいない際はいないよりはマシであるが、有能な指揮官が居た場合はその能力を発揮させないため邪魔になる。また仲の良いキャラクターが最大2名設定されており、これが隣接及び同部隊だと士気が上昇する。
またユニットには各個に限界能力が設定されており、パイロット能力や指揮補正で向上する性能に上限がある。また複数の武器を持つ場合、パイロットや指揮影響がなければ2番目以降の武器を使用することはなく、また能力により発生確率も変化する。
これにより、コスト度外視で生産された高性能試作機・指揮官用の高性能量産機・エースパイロット専用機、高いポテンシャルを持つ大型機などの有能なパイロットを乗せて真価を発揮する機体と、無名パイロット（一般兵）の操縦でも十分に性能が引き出せる量産機との差異が生まれ、双方をうまく使いこなす必要がある。
なおNT専用機にオールドタイプのパイロットを乗せることも出来るが本来の力は発揮できない（例として、シムスをブラウ・ブロに乗せてもオールレンジ攻撃は原則発生しない）。連邦側の主人公であるレビルは最弱だがNTに覚醒していたという設定が踏襲されており、『ジオンの系譜』ではレビルをサイコガンダムに搭乗させて活躍させられるため、非NTのギレンより能力的に上とされる。
1部隊あたりモビルスーツなどなら3ユニットまでスタックできる（艦船、大型モビルアーマー等はスタック不可）。これが戦闘時そのまま前列・中列・後列となり、前列に近い程敵の攻撃が集中する。隣接する敵部隊へ直接攻撃する際は、双方一斉射撃戦後、前面に立つ3ユニットのみ格闘攻撃を行える。
また攻撃は一斉に行うので、最大で6部隊対1部隊の戦闘もある（敵側は1部隊に対してしか反撃できない）。間接攻撃でも直接攻撃と同時に行った方が命中しやすいが、画面に出ている部隊以外の命中率は落ちる。
また再現およびIF要素として、パイロットのセリフおよびパイロット同士の会話がある。自分のみならば戦闘開始時と敵部隊か自ユニット撃破時、味方同士ならば隣接あるいは同部隊にスタック時、敵ならば戦闘開始時に会話が行われる。アニメなどの再現もあれば、マスター・ピース・レイヤーとユウ・カジマ、アムロ・レイ対アナベル・ガトーなどの夢の会話もあり、本ソフトの特徴を強く示している。

### 歴史のIF
ターンが進行するにつれ、徐々に原作のシナリオに沿ったイベントが発生する。ここで選択肢が登場し、選んだ選択肢や兵器の開発の有無などによって正史通りに話が進んだり、逆にIF展開に派生することもある。双方の主人公とも正史通りだと一年戦争終盤で戦死している。このため史実エンド＝バッドエンディングとなり、『ジオンの系譜』以降の作品では一年戦争後の戦いを描いた第2部に入れない。
史実死（エンド）は全てＹＥＳ/NOの選択肢によるフラグで成立するので、史実と違う行動をとる、あるいは一部の陣営を除き、一定の条件を満たしたうえで史実と同じ行動をとると回避できる（後者は基本的に前者よりメリットが大きい）。
代表的な例として、ギレンの場合はソーラ・レイで父であるデギン・ザビを殺さない・あるいは嗅ぎまわってくるキシリアを逮捕する事で回避できる。レビルの場合はグレート・デギンを追い返すか、イベント前までに諜報部に投資し、一定以上の諜報レベルに達した状態でグレート・デギンを受け入れると史実死を回避できる。また、史実死以外にも歴史のIFは数多く存在する。代表的な2陣営のIF例は以下の通り。
ジオン公国側の場合、正史に従うと連邦軍のホワイトベース隊に自軍が撃破されるイベントが発生し、多くのパイロットが失われてしまう。それを防ぐためにV作戦探索を見送ったり、担当するシャアへの補給を絶ったりすると「シャアが行方不明になる」「連邦軍の技術力が向上し、アムロら優秀なパイロットとホワイトベースが実戦配備となる」といった弊害も生じる。逆にプレイヤーの選択次第ではホワイトベース隊を敗北させ、パイロットの消耗を食い止めることが可能となる。
一方地球連邦軍側の場合、正史に従うことでホワイトベース隊が敵を撃破するイベントが自動で起こることになる。これにより強力な敵側パイロットが登場しなくなるため、長期的には有利にゲームを進行できる。しかし、ジオン側ほどではないにせよマチルダ、ウッディ、リュウ、スレッガーといった優秀な将官・パイロットの消耗はある。ホワイトベース隊を解散させる機会は何度も与えられるので、「解散させずにララァ、シャリアといった強敵排除まで進める」か「解散するならどのタイミングか」は重要事項。ホワイトベース隊を解散させると通常のパイロットやユニットとして使用できるので、その面では楽になるが、敵側も同様に通常のパイロット等として登場することになる。グリプス戦役以降の戦乱では、0083関連イベントが終わる頃に連邦軍そのものが反体制組織であるエゥーゴと手を組む、史実どおりにティターンズに協力するかの選択肢が発生する。
その他、ジオンはEXAMの開発を中止するとマリオン・ウェルチが出現、アプサラスIIIの開発を断念するとギニアス・サハリンやノリス・パッカードが生存しアイナ・サハリンも残留、NT-1の追跡をしないとアンディが生存し、途中断念するとバーニィが加わった上で残るサイクロプス隊が戦列復帰、連邦の場合はアプサラス追撃を拒否すればシロー・アマダが残留・ホワイトベース隊を最初のルナツーの段階で解散すればリュウが生存、デラーズフリートのコロニー落としでシーマが取引に現れ、応じればシーマ隊の加入と共にコロニー落とし阻止確定など、さまざまなIF選択が存在する。ただし、ジオン側は折角生き残らせても第2部以降でごっそり敵勢力に寝返ってしまい、結局不利な状況に陥ることもある。
『アクシズの脅威』の本編シナリオでは最後にネオ・ジオン（シャア）が敵勢力として現れるがエゥーゴ（ブレックス）のみ、条件を満たせばネオ・ジオンが登場しない特殊なエンディングを迎えるIF展開がある。
いずれにしてもこれらの裁量はほとんどプレイヤーに委ねられており、シリーズの特徴となっている。

## シリーズ

### 機動戦士ガンダム ギレンの野望
1998年4月9日、セガサターンで発売。開発はESP。重要拠点を除いてマップは地上と宇宙の2枚。地上は東と西がつながっておらず、マップの端である大西洋を越えて移動出来ない。世界マップはすべてヘックスで構成されており、移動や布陣もすべてこの場にて行う。重要拠点のみ別マップになる。一定の条件を満たして連邦、およびジオンモードをクリアすることにより、ティターンズ・正統ジオン（キシリア）・ネオ・ジオン（キャスバル）の各勢力を使用可能になる。
一人プレイ専用の戦略シミュレーションゲームという割り切り、それによって生まれた歴史のIFを実現できる選択権の他、3Dレンダリングで美麗・立体的に表現されたモビルスーツ、スプライトによる高速な戦闘アニメーション、MSVなどの初めての映像化と広範なガンダムワールドの網羅で、以降のシリーズ化へと繋がることになる。
完全に大人向けのゲームデザインが行われており、低年齢層をあえて考慮しないゲームシステムにした事も、結果的に幅広い世代に受け入れられることとなった。
ユニット面で続編と違う点は、「ガンダム（もしくは専用機）などの高性能機が1機ずつ、あるいはかなり少数しか造れない」ところである。例えば、連邦軍でプレイした場合、陸戦型ガンダムを除けば最大でも12機のガンダムしかロールアウトする事が出来ないため、必然的にほとんどのパイロットはジム系の機体（量産機）に乗り続けることになる（ただし、ティターンズモードでの「G-TITANS」は例外で量産が可能である）。
登場機体は約170種、登場キャラクターは約80名。

#### 攻略指令書 機動戦士ガンダム ギレンの野望
1998年10月8日、バンダイのセガサターン最後のソフトとして発売された追加シナリオ集。最終局面でしか開発できなかったGP-01フルバーニアンとリゲルグが、最初から使用できるシナリオ等が設定されていた。

### 機動戦士ガンダム ギレンの野望 ジオンの系譜
2000年2月10日にPlayStationで発売された。のちにドリームキャスト、PlayStation Portableに移植され、ガンダムシリーズが初めてPlayStation Portableに発売されたソフトにあたる。
一年戦争を描いた第1部「ギレンの野望」が終了した後に、『機動戦士ガンダム0083 STARDUST MEMORY』『機動戦士Ζガンダム』などで登場した勢力が登場する3つ巴の戦いを描いた第2部「ジオンの系譜」が始まる2部構成となっている（ただし第2部部分はイベント・登場兵器等かなり簡略化されている）。
またプレイヤー勢力として前作までの連邦・ティターンズ（ジャミトフ）・ジオン・正統ジオン（キシリア）・ネオ・ジオン（キャスバル）に加えて、エゥーゴ・デラーズ・フリート・ティターンズ（シロッコ）・アクシズ・新生ジオン（ガルマ）といった勢力を使用することも可能になった。また、全ての勢力でクリアすると、女性キャラを全て集めたシナリオ「華麗なる戦い」（大将はハマーン・カーン）、ギレンvsキシリアvsガルマであるシナリオ「デギンの憂鬱」（大将はギレン・ザビ）という仮想シナリオをプレイ可能となる。
ムービーは前作のものに加えて第二部や新勢力のものが追加されている。オープニングムービーは新規書き下ろし。連邦ディスクでは「哀・戦士」に合わせてアニメーションムービーが、ジオンディスクではジャブロー強襲のCGムービーが流れる。また、原作ではエピソードとしてしか触れられていないシーマ・ガラハウのブリティッシュ作戦参加やシロー・アマダのアイランドイフィッシュ防衛戦が描かれている。ただ、本来ならば時期的にドズル麾下所属のアナベル・ガトーがギレン親衛隊のエギーユ・デラーズと共にガルマ国葬を見守るなど解釈の間違いもある。
世界マップは地上・宇宙の全体マップがなくなり、地域ごとに分割されたエリアマップ制に変更。ユニットの移動・駐留が、エリア間の移動・駐留へと簡素化された。輸送に関しても自軍の支配地域であれば別途輸送ユニット等を必要としない。隣接していない、またはルートが繋がっていないブロックへは移動等が出来ない。攻め込む際はルート（陸路・海路等）の適性が要だが、輸送には支障ない。戦闘になった場合には前作セガサターン版の重要拠点同様、従来型のヘックスマップとなる。ただしその際の配置は自動で行われる。
前作で生産が制限されていたガンダム等高性能ユニットの生産制限がなくなり、量産することが可能になった。その他、前作であまり意味のなかった「耐久」をダメージ軽減率に変えるなど、細かい変更点も多い。
新たに『MSV』、『MS-X』、『機動戦士ガンダム0083』、『機動戦士Ζガンダム』からユニットを追加。ギャンの量産化計画を実行した際の「ギャン高機動型」や「ギャンキャノン」などのオリジナルのif機体も追加されている。前作ではわずかしか登場しなかった『機動戦士ガンダム0080』や『第08MS小隊』からも多数のユニットが登場している。登場キャラクターも追加され、機体は全293種、登場キャラクターは全154名となった。
ハードウェアの性能で敵ターンの思考速度が大きく変わる。通常はそれほどロードに時間がかかることは少ないが、大群同士が戦う戦術フェイズで戦闘を「委任」すると、PlayStation版では長い時には10分以上待たされることも。この点は、ドリームキャスト版では大幅に、PlayStation Portable版ではさらに改善が見られた。

#### 機動戦士ガンダム ギレンの野望 ジオンの系譜 攻略指令書
2000年6月29日発売（PlayStation版）の追加シナリオ集。クイズに答えると系譜の辞典がコンプリートされる機能が存在するほか、さまざまな条件のIFシナリオが体験できる。ドリームキャスト版ではインターネット接続によるダウンロード販売がされていたが、すでに終了している。また、PlayStation Portable版では本編に含まれている。

### 機動戦士ガンダム ギレンの野望 ジオン独立戦争記
2002年5月2日PlayStation 2で発売。一年戦争をとことん掘り下げるという主旨のもと開発・発売されたため、前作に収録されていた第2部やΖガンダム時代のキャラクター・機体は登場しない。『戦略戦術大図鑑』から多数のキャラクターが追加された。登場機体は全245種類、キャラクターは全144名。軍団制、忠誠度などの新システムが導入されたり、戦闘シーンに3Dポリゴンが使用されているのも特徴。
2005年2月に廉価版である『機動戦士ガンダム ギレンの野望 ジオン独立戦争記+攻略指令書 GUNDAM THE BEST』が発売された｡

#### 機動戦士ガンダム ギレンの野望 ジオン独立戦争記 攻略指令書
2003年2月20日にPlayStation 2で発売された追加シナリオ集。また、サターン版「ギレンの野望」、PlayStation版「ジオンの系譜」に収録されたムービーをDVDの高画質で収録している。その他ミニゲーム等も収録。

### 機動戦士ガンダム ギレンの野望 特別編 蒼き星の覇者
2003年5月2日ワンダースワンカラー専用ソフトとして発売。開発はヴァンガード。携帯機向けに簡略化されたシステム。プレイヤーはガルマ・ザビかマ・クベとなり、ジオン軍地球侵攻部隊の軍団長の一人として、他の軍団長たち（選ばれなかった方のキャラクターに加え、ノイエン・ビッター、ユーリ・ケラーネ、ウォルター・カーティスの4名）と地球侵攻部隊の主導権を争いつつ、連邦軍と戦っていく。従来シリーズとは異なり、侵攻先の選択・開発プランの採用・人事といった作戦上の重要事項はプレイヤーが自由に決めることはできず、上記5名の軍団長たちによる幹部会議で提案して承認を得なければならない。議決は多数決で行われ、その結果は軍団長同士の友好度や会議中の行動によって左右される他、事前に買収工作を行うこともできる。
また、連邦軍に勝利した後はジオン軍が二分され、新たな戦いが繰り広げられることになる。

### 機動戦士ガンダム ギレンの野望 アクシズの脅威
2008年2月7日にPlayStation Portableで発売された。「ジオンの系譜」のシステムを継承し、ユニットは400種類以上、登場キャラは200人以上とボリュームアップしている。内容は『機動戦士ガンダム 逆襲のシャア』までを含み、『MS IGLOO』や劇場版『機動戦士Ζガンダム A New Translation』『ハーモニー・オブ・ガンダム』からもユニットやキャラクターが登場する。

### 機動戦士ガンダム ギレンの野望 アクシズの脅威V
「アクシズの脅威」のボリュームアップ&システム改善版。2009年2月12日にPlayStation 2とPlayStation Portableで発売された。『Ζ-MSV』『ADVANCE OF Ζ ティターンズの旗のもとに』『ガンダム・センチネル』『閃光のハサウェイ』からMSとキャラクターが追加され、ユニットは全550種以上、キャラクター総数は260名以上、シナリオ総数は14となった。

### 機動戦士ガンダム 新ギレンの野望
2011年8月25日発売。再びPlayStation Portableのみのリリースとなる。
シナリオが従来の陣営選択ではなく主人公選択になっており、ギレンやレビルのように最初から全軍を総括する主人公の「総帥シナリオ」に加え、一パイロットの立場から戦功を重ねて発言力を上げていくことで徐々に操作できる戦力を増やしていく「パイロットシナリオ」、艦隊や基地単位の戦力から開始する「司令官シナリオ」が用意されている。

## ゲームオリジナルキャラクター
以下には本シリーズ独自の登場人物を挙げる。

### 地球連邦軍/ティターンズ
地球を統轄している地球連邦国家。その体制において軍を運営しているのが地球連邦軍。南アメリカのジャブローに本拠地を持ち、地球上において圧倒的な勢力を誇っていた。しかしゲーム開始直後は拠点も部隊数もジオンに劣り、「V作戦」を発動させなければモビルスーツの開発も行えないハンデを持っている。
ゼロ・ムラサメ (Zero Murasame)
声：緑川光
初出は『ギレンの野望』。ムラサメ研究所で生み出された人類史上初の強化人間。コードネームはナンバー・ゼロ (Number Zero) 、別名はプロト・ゼロ (Proto Zero) で、ゼロ・ムラサメも本名ではない。
連邦軍で始め、ニュータイプ研究所を設立することで登場する。
性格は極度の自信家で、その自信に見合うパイロット能力を持つが、精神的・身体的に脆い部分を持ち、ゲーム中ではそれが耐久値に反映されている。故郷をコロニー落としによって失い、それを利用されジオン公国軍に対し強い敵意を刷り込まれている。また、以後の強化人間と同様に記憶操作を受けており、他の強化人間との邂逅や戦いを経験するごとに自分の記憶が操作されていることを感じ始める。強化人間の非人道性に疑問を感じはじめ、ついに所属していた研究所を単機で壊滅させ、ジオン側に強化人間の情報や技術を手土産に亡命する。しかし、自らの持ち込んだ情報によりジオンによって強化人間NT-001（レイラ・レイモンド）が誕生したことに責任を感じ、強化人間を元の人間に戻す方法を探究することを決意する。その後ジオン軍総帥・ギレンに対して、今後強化人間を作ることをやめるよう要求する。要求が受け入れられなかった場合は、さらに他勢力に亡命する。
ガンダムシリーズを扱うゲームでは、同じくムラサメ研究所出身の強化人間、フォウ・ムラサメとの絡みを描かれることも多い。

### ジオン公国軍
地球から離れた月の裏側にあるサイド3が独立を揚げて建国したコロニー国家。宇宙国家である事とモビルスーツの開発に成功していた事で、宇宙の勢力範囲はかなり広いが、地球においてその拠点数はゼロである。「地球侵攻作戦」を発動させて重要拠点を制圧しないと地球ではモビルスーツなどの生産はできなくなる。資源と収入に関しても乏しいためゲーム開始直後は厳しい展開となる。
レイラ・レイモンド (Leila Raymond)
声：伊藤美紀
初出は『ジオンの系譜』。フラナガン機関で生み出されたジオン公国軍初の強化人間。コードネームはNT-001。階級は少尉。
強化によって記憶を消去されており、強い戦いの衝動を埋め込まれている。ゼロ・ムラサメと出会い、正気を取り戻して軍を脱出する。本来の彼女は穏やかで意志の強い性格の持ち主であるが、精神操作によって攻撃的な人格が増幅されており、戦闘時は二重人格のように豹変する。
NT-002、NT-003、NT-004
初出は『ジオンの系譜』。フラナガン機関で生み出された強化人間002号、003号、004号。階級は少尉。レイラ・レイモンド (NT-001) のデータを基に調整された。人間らしさを排除されており、安定した戦闘能力を発揮できる。3人ともノーマルスーツのヘルメットにより顔が隠れたグラフィックとなっており、よく見るとノーマルスーツの形状が3人とも異なる（それぞれ、ララァ・スン、クスコ・アル、マリオン・ウェルチのパイロットスーツと同じ形状）が、ほとんど汎用キャラと同じ扱いになっている。ゼロ・ムラサメの、“これ以上強化人間の研究を続けるな”という要求を拒否すると登場するが、ゼロ・ムラサメはレイラ・レイモンドを連れて別勢力に亡命してしまう。
それぞれがバランスの良い能力を持ってはいるが、ゼロ・ムラサメとレイラ・レイモンドの2人には到底及ばない。

## ゲームオリジナル勢力
一定の条件を満たすことによって登場する第三勢力。この他に『機動戦士ガンダム0083 STARDUST MEMORY』に登場したデラーズ・フリート、『機動戦士Ζガンダム』に登場したエゥーゴ（『アクシズの脅威』『〜V』ではクワトロ・バジーナリーダー版も）、ティターンズ（ジャミトフ、シロッコ）、アクシズ（『アクシズの脅威』『〜V』ではグレミー・トト率いる反乱軍版も）、『機動戦士ガンダム 逆襲のシャア』に登場したネオ・ジオン（史実版。『アクシズの脅威』『〜V』のみ）が登場する。

### ネオ・ジオン軍
キャスバル・レム・ダイクン（Casval Rem Deikun、ネオ・ジオン総帥）
シャアが一年戦争中にネオ・ジオンを結成し、ザビ家に反旗を翻したらという仮定に基づいた勢力。自らがジオン・ズム・ダイクンの遺児であることを明らかにし、ニュータイプの理想を実現することを目的としている。そのため、地球連邦軍のニュータイプ部隊を迎え入れようとするイベントが存在する（このイベントは小説版『機動戦士ガンダム』の終盤の展開に由来している）。技術レベルが上昇することで、キャスバル専用ガンダムを開発できる。

### 正統ジオン軍
キシリア・ザビ（Kycilia Zabi、正統ジオン総帥）
階級は大将。戦争による脅威が連邦ではなくジオン公国内にある（要するにギレンのやり方は正しくない）と述べ、デギン・ソド・ザビを蔑にしたギレンに対し宣戦を布告する。多数のニュータイプが配下に付くことが特徴。
エルラン（Elran、正統ジオン所属）
階級は中将。マ・クベの誘いに乗り地球連邦軍を裏切り正統ジオンに所属したものと思われ、制服もジオン仕様に変更される。

### 新生ジオン軍
ガルマ・ザビ（Garma Zabi、新生ジオン総帥）
階級は大将。ザビ家によって引き起こされた戦争の責任を取るために新生ジオンを結成する。使命を帯びたことで甘さが消え、生来のカリスマ性を発揮し、ジオン国民の支持を得る。ガルマによる新生ジオン公国誕生宣言時に、ドズルがガルマの成長を喜び涙している。ただ、シャアには自分の軍に勧誘した際に「だから坊やなんだ」と一蹴されている。技術レベルが上昇することで、ビグ・ザム（ザビ家仕様）を開発できる。

### テム・レイ軍
テム・レイ（Tem Ray）
『アクシズの脅威V』に登場。酸素欠乏症からの回復を果たした彼は、一年戦争についての責任の一端が自らにもあるものとして、技術者たちの力で戦争を終わらせるために挙兵。フランクリン・ビダンやパプテマス・シロッコをはじめとする全勢力の技術者系のキャラクターと、テム・レイに関係しているキャラクターが配下となっている。ゲーム中に登場する全ての兵器開発プランを実行できる。

## ゲームオリジナルモビルスーツ
- ギレンの野望（セガサターン）
  - RX-78/C.A キャスバル専用ガンダム - 『ジオン独立戦争記』ではキャスバルが登場しないので「シャア専用機」になっている。ジオンの系譜ではネオ・ジオン編で開発できるが機体の「/C.A」が示すとおりシャア専用機扱いになっており、大将のキャスバル専用機にはならないというバグがある。
  - RX-78T ガンダム（ティターンズ仕様） - ゲーム中は「Gティターンズ」と表記。ノーマルのガンダムよりも若干パラメータが上だが、Gアーマーと合体は不可。
  - MS-15A ギャン量産型
  - MS-09R/C.A. シャア専用リック・ドム - 正確にはゲームオリジナルではなく、小説版ガンダムに登場した機体。
- ジオンの系譜（PlayStation）
  - RX-178-X0 ガンダムMk-II 試作0号機
  - MS-14B 高機動型ゲルググ（シン・マツナガ専用機）
  - YMS-15 (MS-15S) ギャン先行量産型（専用機）
  - MS-15B ギャン高機動型
  - MS-15C ギャンキャノン
    - 以上は、設定ではゲルググとジオンの次世代MSのメインストリームを競ったというギャンが、コンペティションでゲルググに勝ち、量産されたという選択肢を選んだ場合のバリエーション。MSVなどでゲルググに存在する派生型がほぼ同数存在する。

  - MA-08S ビグ・ザム（ザビ家仕様）
  - AGX-04A1 ガーベラ・テトラ改
  - AMA-002S ノイエ・ジールII  - 初出は「SDガンダムGジェネレーション」
    - この他、「史実では死亡したエースパイロットが生存していたら」というifの機体として、ドム (ランバ・ラル専用機）や高機動型ゲルググ（黒い三連星専用機）などが登場する。
- ジオン独立戦争記（PlayStation 2）
  - RX-78-2 ガンダム高機動型
  - MSN-02R 高機動型ジオング
  - MS-15F ギャンM（マリーネ）
    - MS-15Fs ギャンM（マリーネ）指揮官用

  - MS-15KG ギャンK（クリーガー）
- 蒼き星の覇者（ワンダースワンカラー）
  - MS-14S ガルマ専用ゲルググ - 茶色で、頭部にザクIIFS型と同様、バルカンを装備している。
  - RX-78 ガンダム （ジオン仕様） - ザクの配色で、シールドがゲルググのものになっている。
- アクシズの脅威V（PlayStation 2、PlayStation Portable）
  - RX-78-2 ガンダム（フル装備） - テム・レイをガンダムに乗せた状態で改造可能。ビーム・サーベル、頭部バルカン砲、ビーム・ライフルの基本装備に加え、ハイパー・バズーカ、ハイパー・ハンマー、ビーム・ジャベリン、スーパー・ナパームを装備している。
  - MSA-004 ネモII - ネモの改良機。『Z-MSV』において文字設定のみが存在していたが、本作にて新規デザインで登場した。

## 登場作品
テレビアニメ
- 機動戦士ガンダム
- 機動戦士Ζガンダム
- 機動戦士ガンダムΖΖ

OVA
- 機動戦士ガンダム0080 ポケットの中の戦争
- 機動戦士ガンダム0083 STARDUST MEMORY
- 機動戦士ガンダム 第08MS小隊
- 機動戦士ガンダム MS IGLOO（『V』では漫画版『MS IGLOO 603』からも登場）
- 機動戦士ガンダムUC

劇場版
- 機動戦士ガンダム 逆襲のシャア

ゲーム
- 機動戦士ガンダム CROSS DIMENSION 0079
- 機動戦士ガンダム外伝 THE BLUE DESTINY
- 機動戦士ガンダム外伝 コロニーの落ちた地で…
- 機動戦士ガンダム 戦場の絆

模型誌企画
- ガンダム・センチネル
- ADVANCE OF Ζ ティターンズの旗のもとに

その他
- 機動戦士ガンダム（小説版）
- 機動戦士ガンダム 閃光のハサウェイ
- モビルスーツバリエーション (MSV)
- Ζ-MSV
- 機動戦士ガンダム 戦略戦術大図鑑
- GUNDAM THE RIDE

## 備考
- CD-ROMを媒体とするゲーム機用ソフトには通常のCDプレイヤーにかけた際の警告として「CDプレイヤーではスピーカーが破損する危険性がある」との音声メッセージが収録されているが、セガサターン版『ギレンの野望』とPlayStation版『ギレンの野望 ジオンの系譜』のゲームディスクの警告はゲームに登場した声優たちによるショートコント仕立てとなっている。当時のゲームソフトはこのような警告メッセージに隠しメッセージを仕込んでいるソフトが多かった。
- セガサターン版『ギレンの野望』に収録のギレン総帥の演説イベントムービーにおいて、「ジーク・ジオン」と叫ぶ群衆の声はポートメッセなごやで行われた「セガサターンデジタルサーカス97」のイベント時に集まったファンの声を生録音したものが使用されている。これは練習なしで一発でタイミングが合ったとのこと。また横浜で行われた同イベントでは、ア・バオア・クーの演説時の「オー!」の叫び声が収録された。